# Mangrove
Mangrove so lesnate tropske rastline, ki rastejo na blatnih tleh zalivov, lagun in izlivov rek v tropskih območjih.

## Opis
Mangrove imajo številne oporne korenine. Semena mangrov se pogosto začnejo kaliti že na samih matičnih rastlinah, kmalu ko odpadejo pa se s koreninami trdno zasidrajo ob tla. Zaradi zelo ekstremnih razmer, ki vladajo na področjih katera so pod vplivom plimovanja, so se v gozdovih mangrove razvile na zelo različne, ampak zato zelo produktivne skupnosti visoko specializiranih živih bitij. Razvejene korenine in sedimenti, ki se kopičijo med koreninami so življenjski prostor in zibelka za razvoj številnih vrst. Je tudi pomembno mesto za drstenje in gojenje več vrst rib in rakov, od katerih nekatere kasneje naseljujejo koralne grebene in druge ekosisteme morske obale. Največja razširjenost mangrove so področja izlivov velikih rek v tropskih območjih z veliko dežja. Ob obalah s sušnim podnebjem, na koralnih otokih ter severnim in južnim koncem subtropskih območij so se razvile nižje oblike mangrove grmovja. Korenine mangrove pa že ob tako močvirnatih tleh ali obrežjih rek naredijo prehode v notranjost zelo težke za človeka. Mangrove pa obalna območja ščitijo tudi pred erozijo in neurji.

## Biologija
V habitatu mangrove lahko najdemo veliko različnih rastlinskih vrst, ampak od priznanih 110 vrst le 54 vrst v 20 rodovih od 16 družin predstavlja »prave mangrove«. To so vrste, ki jih je možno najti le v naravnem habitatu mangrove in le redko kje drugje. Konvergentna evolucija je dosegla da imajo mnoge vrste teh rastlin podobne rešitve za probleme kot so slanost, plimovanje, anaerobna tla in intenzivna sončna svetloba. Biotska raznovrstnost mangrove je na splošno nizka – več kot 20 vrst je redkih. To še posebno velja na območjih z večjo zemljepisno širino v Ameriki. Največjo biotsko raznovrstnost lahko najdemo v gozdovih Nove Gvineje, Indonezije in Malezije.

### Prilagoditev majhnim količinam kisika
Rdeči mangrove, ki lahko preživijo v najbolj poplavljenih območjih, se preko svojih dolgih korenin povzdignejo nad nivo morja in tako pridejo do kisika preko por v skorji drevesa (lenticela). Črni mangrove rastejo na višjem terenu kjer proizvedejo specializirane strukture korenin, ki izbijejo iz zemlje kot »cevčice« za dihanje, ki so prekrite lenticelami. Te »cevčice« za dihanje običajno dosegajo višino 30 cm, pri nekaterih vrstah pa tudi preko 3m.

### Omejevanje vnosa soli
Rdeči mangrove odstranjujejo sol preko zelo nepropustne korenine, katere so polne suberina, ki deluje kot filter, ki odstranjuje natrijev klorid iz preostale rastline. Analiza vode kjer rastejo mangrove rastline kaže, da se 90-97% soli odstrani skozi korenine. Sol ki se akumulira pa se koncentrira v starih listih, ki kasneje odpadejo. Rdeči mangrove lahko sol shrani tudi v celici vakuole. Bele (ali sive) mangrove lahko sol izločajo neposredno skozi dve žlezi, ki sta v vsakem korenu lista (ker je ta vrsta mangrove prekrita s kristali soli od tu izvira tudi njihovo ime-bele).

### Omejitev izgube vode
Zaradi omejene razpoložljivosti sladke vode v slanih tleh (tla ki so pod vplivom plime) so mangrove razvile način omejitve količine vode, ki se izgubi skozi liste. Te lahko omejijo odpiranje njihovih por na listni površini, ki izmenjujejo ogljikov dioksid in vodno paro med fotosintezo. Prav tako lahko tudi spreminjajo smeri svojih listov, da bi se izognili močnemu popoldanskemu soncu in s tem zmanjšali izhlapevanje iz listov.

### Vnos hranil
Največji problem mangrov je vnos hranil. Ker so tla stalno poplavljena je malo prostega kisika. Anaerobne bakterije sproščajo dušik, topno železo, anorganske fosfate, sulfide in metan, zaradi česar je v tleh veliko manj hranljivih snovi in prispeva k ostremu vonju mangrove. Povišane korenine mangrove omogočajo, da vnašajo pline direktno iz ozračja, ostale hranljive snovi pa iz negostoljubnega tla. Plini so pogosto shranjeni neposredno v koreninah in krožijo tudi ko so korenine potopljene globoko pod vodo zaradi plimovanja.

### Povečanje verjetnosti za preživetje potomcev
V teh težkih pogojih so mangrove razvili poseben mehanizem za pomoč potomcem da preživijo. Vse mangrove imajo plavajoča semena. Za razliko od drugih rastlin katerih semena kalijo v zemlji, veliko semen mangrove (npr. rdeče mangrove) kalijo že ko se še držijo matičnega drevesa. Ko vzklijejo, semena rastejo znotraj ploda (npr. pri vrstah Aegialitis, Bodljikara, Avicennia in Aegiceras) ali skozi plod (npr. pri vrstah Rhizophora,Ceriops, Bruguiera in Nypa) in oblikujejo propagulo, (kalček, ki je pripravljen da gre) kateri lahko sam sebi proizvaja hrano s pomočjo fotosinteze. Ko propagula dozori pade v vodo, ki jo lahko ponese na velike razdalje. Propagule lahko preživijo izsušitve in ostanejo v mirujočem stanju tedne, mesece ali celo leto in več predno pridejo na primerno okolje. Ko je propagula pripravljena da oblikuje korenino, bo spremenila svojo gostoto tako, da podolgovati del zdaj plava navpično, namesto vodoravno. V tem položaju je bolj verjetno, da se zasidra na mulj ali korenine. Če se ne zasidra nikjer, pa lahko spremeni svojo gostoto in gre v iskanje za boljšimi pogoji.

### Razširjenost
Mangrove najdemo predvsem v tropskih in subtropskih območjih. Najbolj razširjen je na vzhodni obali Srednje Amerike, na obali Afrike, jugovzhodni Aziji od Nove Gvineje do Nove Zelandije, južni obali Japonske.
Zaradi občutljivosti na temperature subpolarne klime so mangrove v celinskem delu ZDA omejene na obalni del polotoka Florida in izolirana območja na južni obali zaliva Louisiana in na jugu Teksasa..
V Severni Ameriki se na Floridi raztezajo južno od jezera Okičobi in zavzemajo več kot 28 000 km2 površine. Južni del teh močvirij je spremenjen v nacionalni park. Na teh področjih se voda  iz jezera izliva v Mehiški zaliv. To je del plitke vode, ki ga naseljujejo šaš, rogoza in trave na splošno. Trava pokriva skoraj vso površino in samo tu in tam je mogoče videti površinske  vode, obstajajo pa tudi drevesa katera kot da se dvigujejo iz vode. Ob sami morski obali je praktično neprehoden pas mangrove.
Mangrove v jugovzhodni Aziji sestavljajo obliko trakov za katere je značilno da ima vsak od njih posebno vrsto ali skupino vrst dreves. Na te Mangrove, katere imenjemo tudi mangal se po navadi veže nižinski tropski gozd, kjer lahko srečamo iste vrste, ki naseljujejo mangrove.
V  Avstralaziji se mangrove pojavljajo okoli Nove Gvineje, Sulevesija in okoliških otokih. V jugovzhodni Avstraliji se razlikujejo posamezna rastlinska območja od katerih mangrove predstavlja zadnji pas zahodnih, vlažnih pobočij, obrnjen proti Tihemu oceanu. V Avstraliji je okoli 11 500 km2 prekritih z mangrove in se raztezajo vse do Viktorije (37° 45´) na skrajnem jugu in Barker zalivu v Adelaide. Nova Zelandija ima mangrove gozda  pri približno 38° (podobno najjužnejšemu območju mangrove):končna geografska dolžina na zahodni obali je  pristanišče Raglan : (37° 48'), na vzhodni obali, pristanišče Ohiva je najjužnejši del, kjer se nahajajo mangrove (38° 00').
Mangrove se nahajajo tudi  v Afriki in Južni Ameriki, kjer se "razraščajo", v tropske deževne gozdove, ter na številne otoke. Zelo pomembna področja mangrove se nahajajo v Keniji in Madagaskarju, ki se mešajo z obalno suho listnatimi gozdovi. Nigerija ima največje območje mangrove v Afriki - 36 000 km2. Velik del območja je bil uničen v zadnjih 50 letih zaradi razlitja nafte na morju, zaradi nesreče tankerja, kar je  slabo vplivalo na lokalno gospodarstvo, in ribištvo.

## Okoljski dejavniki
Kot pri vseh drugih ekosistemih so vsi okoljski dejavniki bistvenega pomena za razvoj vegetacije. Posebno pomembni, kateri najbolj vplivajo na življenjske oblike, pa izstopajo, povečana koncentracija soli, pomanjkanje kisika in plimovanje. Ti dejavniki vplivajo na prostorsko organizacijo in sam izgled biocenoze mangrove. V nekaterih predelih sveta prevladujejo različne vrste in se tako razlikujejo bele, črne in  rdeče mangrove ter  palme mangrove, ki rastejo v južni Avstraliji.  

## Širitev mangrove
Korenine lesnatih rastlin mangrove (kot v primeru Rhizophora, ki ima podporne korenine) zadržujejo sedimente, katero kopičenje ustvarja površino na kateri lahko rastejo tudi druga drevesa. Na ta način se gozd širi na račun morja.

## Flora
Vegetacija je razdeljena na ločena območja, glede na okoljske dejavnike, ki v tem delu vplivajo na rastlino. Vrste, ki so bolj odporne na povečano koncentracijo soli predstavljajo zunanji pas, ki je ob morju in vsakodnevno izpostavljen plimovanju. Manj odporne rastline tvorijo notranji pas, katerega voda doseže le nekajkrat na leto in ga plima doseže le izjemoma. Te rastline so dominantne vrste v določenih pasovih in dajejo tipičen izgled biocenozi.

### Drevesa mangrov
Za razliko od dreves mangrove za katere je značilno prezračevanje, Rhizophora je drevo pri katerem korenine izgledajo kot mreža in imajo podporno vlogo. Semena teh rastlin vzklijejo predno zapustijo matično rastlino in se lahko zakorenini takoj ko pade na tla. Ta prilagoditev omogoča semenu, da ga plima ne odnese daleč na odprto morje.